# 推論準拠療法
推論準拠療法（すいろんじゅんきょりょうほう、Inference-based therapy, IBT）は、強迫性障害を治療するために開発された認知療法の一形態である。  

## 解説
IBTは、OCDをもつ人がしばしば逆推論（仮想的な前提から現実を推論する）に基づいて危険を推論しているという観察に基づいている。  その後、このモデルは推論の混乱に拡張された。逆推論の結果、感覚に対する不信感と遠い未来の可能性に対する投資につながる。 このモデルではOCDをもつ人は感覚で知覚できることよりも想像上の可能性を重視し、想像上の可能性を現実と混同している（推論の混乱）と仮定する。 推論準拠療法に従えば、強迫観念は人が現実と本来の確率を想像上の可能性に置き換えたときに発生することになる。強迫は起こりうる状況に対して疑念を投げかけることであると仮定している。 
推論準拠療法によれば、OCDの人は疑念を解決するために（強制と中和を介して）現実を修正しようとするが、それはかえって想像上の病的疑念を増やすことになってしまう。なぜなら、現実の問題ではないからである。 強迫観念は最初から疑念（「ひょっとしたら私は汚れているのかもしれない」）から始まると仮定される。これは通常の侵入思考ではなく、その人がすでに強迫思考を持っていることの兆候である。 
推論準拠療法は、疑念と未来の可能性に対する投資の結果、人は想像上の関連性と今後さらに起きるかもしれない事柄の中に解離的に吸い込まれてしまう悪循環に対して脆弱になると仮定する。 

## 歴史
推論準拠療法は、OCDを治療するために1990年代後半に開発された。  当初、このモデルは主に、明白な衝動を伴うOCDや優格観念（奇妙な内容の強迫観念であり、汚れた人を見ただけで自分が汚れたと感じるなどの個人的なこだわりが強い観念）を持つ人のために開発された。モデルが想像力に富んだ、しばしば特異な性質をもつ強迫観念に焦点をあてて展開されたためである。 このモデルはあらゆるタイプの強迫観念と強迫儀式に拡大された。推論準拠療法は現在ではOCスペクトラム障害のすべてに適用されており、他の障害にも適用できると考えられている。 

## 理論モデル
推論準拠療法によれば、強迫的疑念（強迫観念）は、感覚の不信と遠い未来の可能性への過剰投資を特徴とする特定の帰納的推論スタイルによって構成される物語(ナラティブ)から生じる。 個人は、今ここにある感覚で知覚できるもの（「私の目は手がきれいだと私に言う」）を犠牲にして、強迫観念（「おそらく私の手が汚れている」）を形成する想像上の可能性に没頭する。想像された可能性は非常に信頼できるように思われるので、個人はこの可能性を真実であるかのように生き、想像されたシナリオと一致する生理学的反応や不安感、強迫儀式を経験し、強迫観念の中に没頭してしまう。 推論準拠療法によれば、人がある特定の強迫観念に対して脆弱で、他のものにはそうではないのは、その内容が根底にある脆弱な自己テーマを反映しているたからであるとする（例、「私は怠慢タイプの人間かもしれません」）。 

## 治療
推論準拠療法の目標は、感覚を信頼し、努力を必要としない通常の方法で現実と関わる方向にクライアントを向け直すことである。  通常の疑いと強迫的な疑いの違いが示され、クライアントに対して非強迫の状況で行うのと同じように、感覚と推論を使用することが奨励される。クライアントが現実から離れて可能性の世界に移る瞬間を特定し、クライアントは現実に戻ること、感覚を使うこと、強迫儀式を起動するのではなく、信頼できる感覚の欠如に耐えられるようにすることを求められる。

## 実証的証拠
帰納的推論プロセス、想像力、および推論の混乱の役割に関して、推論準拠療法の主な前提に対する実証的な証拠がいくつかある。 OCDに対する推論準拠療法の有効性についての証拠もある。     